# Bavon Tshibuabua
Bavon Tshibuabua (Antuérpia, 17 de julho de 1991) é um futebolista congolês que atua como atacante. Atualmente joga pelo Progresso da Lunda Sul.
Tshibuabua começou sua carreira nas camadas jovens pelo Standard de Liège e assinou um contrato profissional com o K.F.C. Germinal Beerschot em 20 de julho de 2009. Estreou pelo clube em 22 de agosto de 2009 como substituto na derrota por 3 a 1 frente ao K.V. Mechelen.
Em 26 de junho de 2012 assinou um contrato de três anos pelo Újpest.
Mas em janeiro de 2015, ainda faltando um ano para o fim de seu contrato, assinou com o Progresso da Lunda Sul.